# المروج
المروج (به عربی: المروج) شهری در استان بن عروس کشور تونس است که جمعیت آن در سرشماری سال ۲۰۰۴ میلادی ۸۱٫۹۸۶ نفر بوده‌است.